# عبد الرحمن بن صباح آل خليفة
الشيخ العقيد عبد الرحمن بن صباح بن دعيج بن حمد بن عيسى بن علي بن خليفة بن سلمان بن أحمد الفاتح بن محمد بن خليفة آل خليفة الجميلي التغلبي الوائلي (ولد في 15 أغسطس 1960 في البحرين - توفي في 3 يناير 2013 في الرفاع الغربي، البحرين) عسكري بحريني من العائلة الحاكمة. كان يشغل منصب المدير العام للإدارة العامة للمرور بوزارة الداخلية من 2007 حتى وفاته.

## النشأة والتعليم
ولد آل خليفة في 15 أغسطس 1960 في البحرين.
حصل على شهادة البكالوريوس في علوم الشرطة.

## المسيرة المهنية
التحق في الخدمة بوزارة الداخلية في 15 أغسطس 1981 برتبة ملازم في الإدارة العامة للتدريب والحراسات. في العام 1989 انتقل إلى العمل في الإدارة العامة للمرور. تدرج في المناصب حتى أصبح المدير العام للإدارة العامة للمرور في 1 يوليو 2007. في 1 يوليو 2010 تمت ترقيته إلى رتبة عقيد.
شارك في العديد من الاجتماعات للمديرين العامين للمرور بدول مجلس التعاون لدول الخليج العربية والمعارض الأمنية المختصة كما شارك في عدة مؤتمرات تختص بالسلامة على الطريق. شارك في عدة دورات تدريبية بتخصصات أمنية مختلفة داخل البحرين وخارجها.

## التكريم والجوائز
الأوسمة والأنواط التي حصل عليها:
- نوط عهد الشيخ عيسى من الدرجة الأولى (2000).
- نوط الأمن للخدمة الممتازة من الدرجة الأولى (2003).
- نوط الأمن للخدمة الطويلة (25 عام) (2007).
- وسام البحرين من الدرجة الثانية (2008).
- نوط الشهامة (2011).

## الوفاة
توفي آل خليفة يوم الخميس 3 يناير 2013 الموافق 19 صفر 1434 هجرية عن عمر ناهز 52 عام إثر سكتة قلبية أصابته ووري جثمانه الثرى صباح اليوم التالي في مقبرة الحنينية بالرفاع الغربي.